# Gerard van Buttingha Wichers
Gerard Gilles van Buttingha Wichers (Brouwershaven, 23 februari 1879 – Batavia, 17 november 1945) was een Nederlands bankier en bankdirecteur.

## Leven en werk
mr. dr. G.G. van Buttingha Wichers was een zoon van de ontvanger der directe belastingen Gerard Gilles van Buttingha Wichers (1852-1900) en Maria Johanna Arina van den Ham van Heyst (1854-1936). Na het behalen van het gymnasiumdiploma studeerde hij rechten aan de Universiteit van Leiden. In 1909 promoveerde hij tot doctor in de staatswetenschappen. Hij begon zijn carrière als adjunct-commies-redacteur te Utrecht. In 1917 werd hij aangesteld als hoofdbeambte bij De Nederlandsche Bank (DNB). Bij de DNB vervulde hij diverse bestuurlijke functies. Op 1 juli 1929 werd Van Buttingha Wichers benoemd tot president van de Javasche Bank, een functie die hij tot 1945 vervulde.
Wichers trouwde in 1928 met Helena Henriëtte Laman de Vries (1894-1967). Hij was ridder in de Orde van de Nederlandse Leeuw en commandeur in de Orde van de Kroon van Siam. Hij overleed te Batavia in 1945.

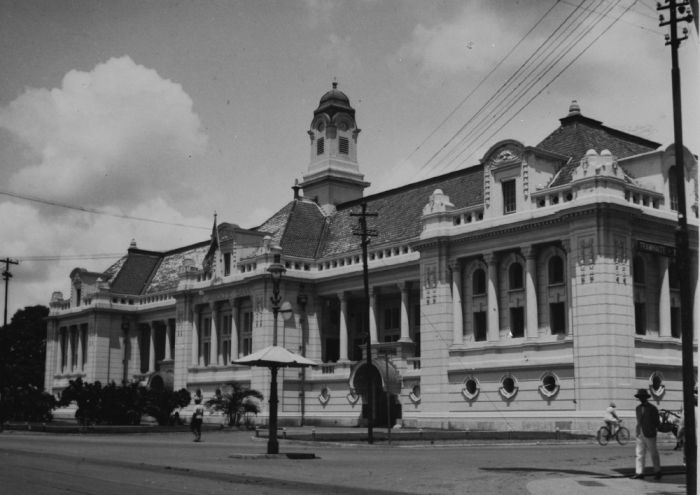
Kantoor te Batavia van de Javasche Bank (1920-1940)